# Batalla de La Chabotterie

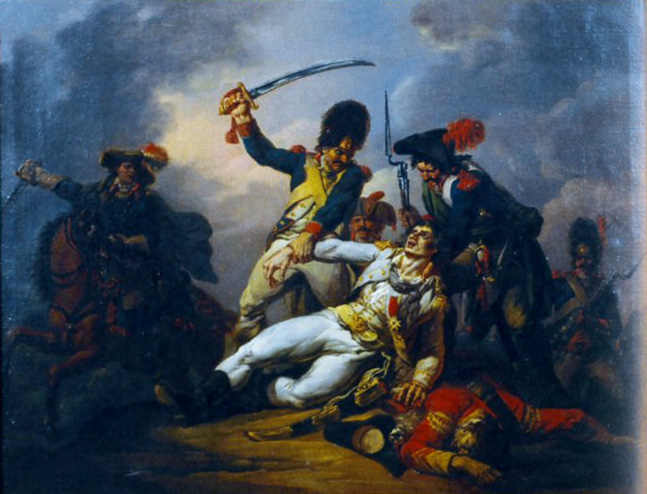
La captura del general Charette

La batalla de La Chabotterie, va tenir lloc el 23 de març de 1796 durant la guerra de Vendée. Acaba amb la victòria dels republicans que capturen el general de la Vendée Charette, posant així fi a la Segona Guerra de la Vendée.

## Forces presents
Quatre columnes republicanes es van dedicar als combats, entre elles la de l'ajudant general Jean-Pierre Travot, de 350 homes forts, procedent de Chauché, i la de l'ajudant general François Valentin, formada de cent homes, procedent dels Lucs. Les altres dues columnes estaven formades per cent granaders de Saint-Philbert-de-Grand-Lieu i l'altra per 85 homes. Per la seva banda, Charette només té amb ell de 45 a 50< lluitadors.

## Procés

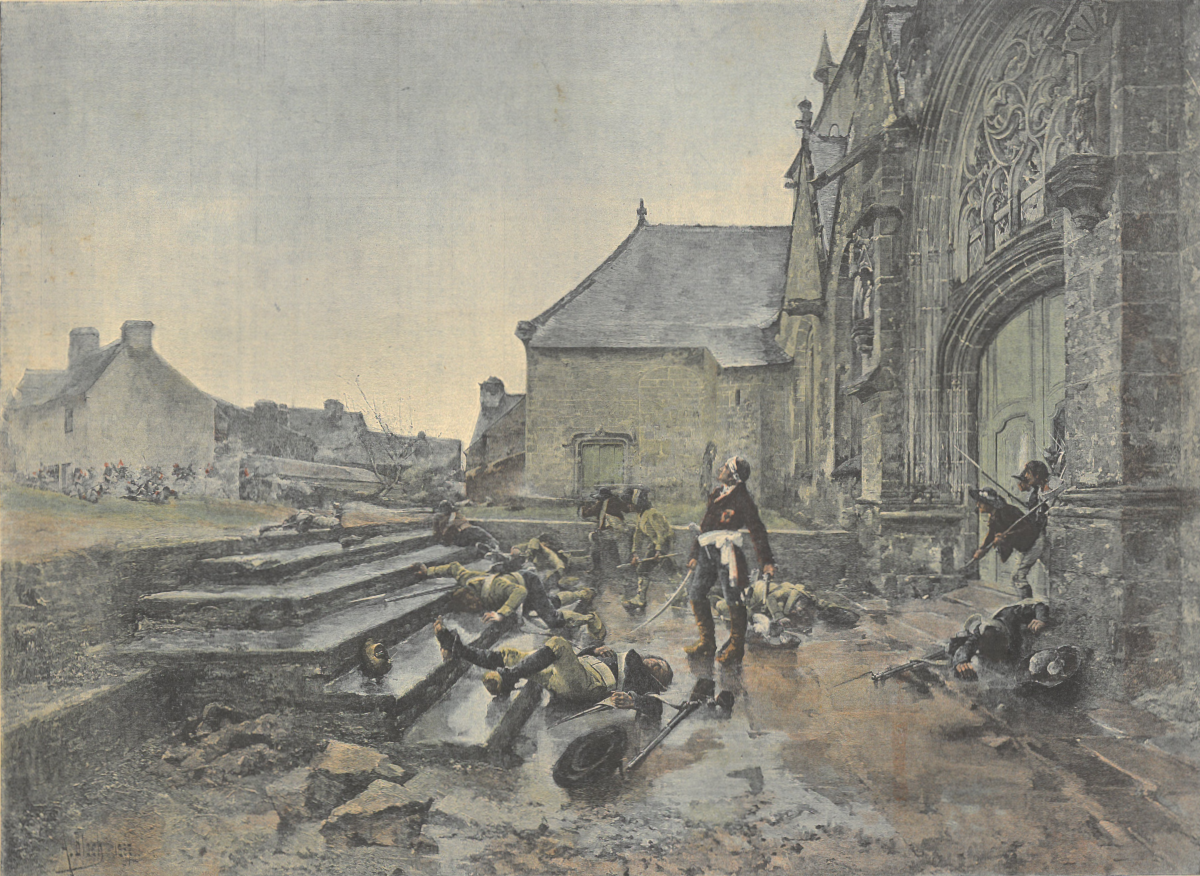
La lluita a La Guyonnière, segons l'oli sobre tela d'Alexandre Bloch, 1887.

A l'alba del 23 de març, la tropa de Charette va ser sorpresa per una columna de granaders a La Pellerinière, al nord de Lucs-sur-Boulogne. Després creua Boulogne al molí de Gâtebourse i fuig per camins enfonsats cap a l'est. Però a les 9 del matí, la columna de l'ajudant general Valentin va caure al seu torn sobre els Vendéans prop de la granja de La Guyonnière. Deu homes de Charette van ser assassinats, inclòs l'alemany Pfeiffer, el seu guardaespatlles, Aleshores, els Vendéans van continuar retirant-se cap a l'est, disparant. La persecució dura tres hores. Els fugitius van anar cap a Sableau, després van arribar no gaire lluny a Boulaye, on es van trobar amb una nova tropa de 85 republicans. A continuació, Charette es dirigeix cap al nord-est cap a Morinière, per arribar al bosc d'Essart. Aleshores creu que ha perdut els seus perseguidors.

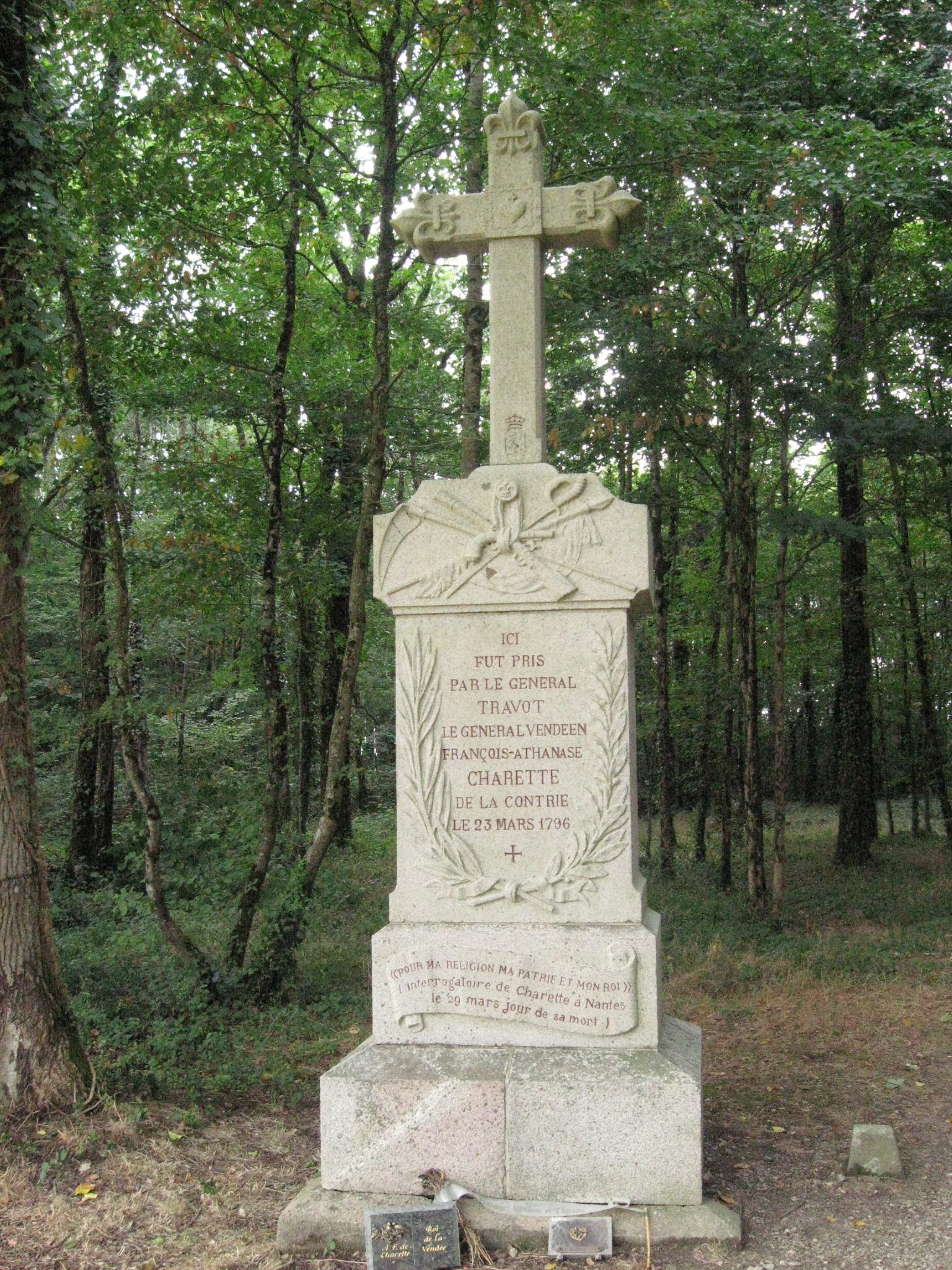
Vista l'any 2010 de la Croix de Charette, a La Chabotterie, al lloc de la seva captura.

La columna de l'ajudant general Travot, que va passar la nit a La Pinnetière, prop de Chauché, va aparèixer llavors a l'est. En moviment des de les 6 de la matinada, va ser notablement reunit pel camí prop de Saint-Denis-la-Chevasse per 20 homes del batalló Le Vengeur. Al migdia, s'entra en combat. Els Vendéans van córrer a refugiar-se dins del bosc de Chabotterie, al sud-est de Saint-Sulpice-le-Verdon. Charette es va ferir lleument al cap, l'espatlla i la mà dreta. Quan els republicans van començar a envoltar el bosc, el líder de la Vendée es va amagar en un matoll molt espès i després va intentar tornar sobre els seus passos, però Travot va exposar l'enginy.
A Charette només li quedaven dos homes quan va ser perseguit a la vista per Travot al capdavant de tres caçadors de la Vendée i uns quants caçadors de muntanya. Esgotat per les seves ferides, el general de Vendée va ser ben aviat encalçat, envoltat, després llençat a terra. Aleshores, un crit d'alegria es va estendre entre els soldats republicans: "Charette és capturat!".

## Pèrdues
Segons l'informe del general Grigny al general Lazare Hoche, gairebé tots els homes de Charette van ser morts. De fet, hi va haver uns 30 morts —inclosos 17 a La Chabotterie i 10 a La Guyonnière — i 3 presoners, entre ells Charette.
Entre els morts hi havia Pfeiffer, el guardaespatlles de Charette, Bossard, el seu criat i un oficial anomenat La Roche-Davo. Un jove noble, Samuel François Marie de Lespinay, de 21 o 22 anys, va aconseguir escapar però va morir a causa de les seves ferides el 26 de març de 1796.
Per part republicà, cap dels agents es va prendre la molèstia d'esmentar les pèrdues als informes. Només l'armador de Sablais André Collinet va esmentar en el seu diari dos voluntaris ferits.

## Conseqüències

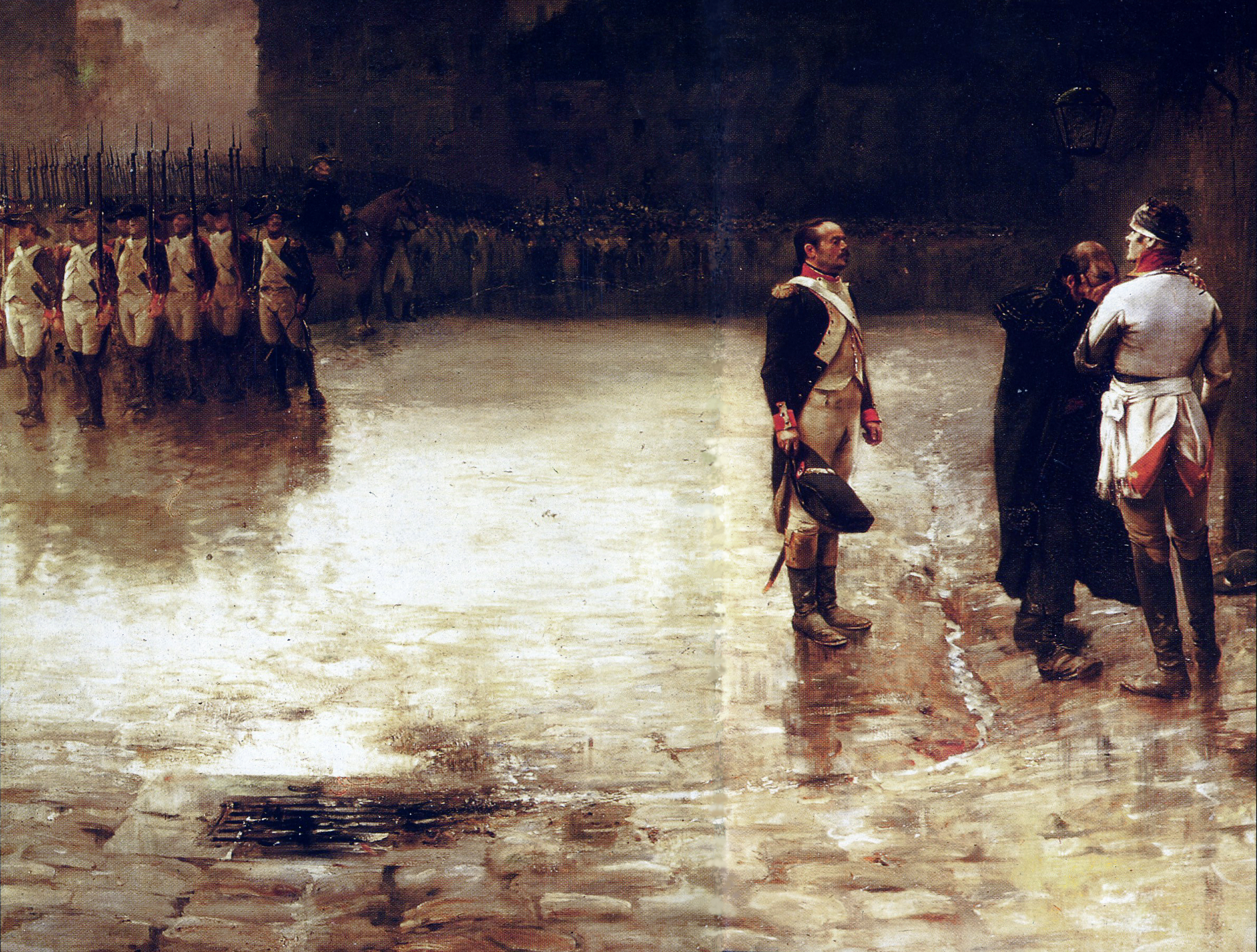
Execució del general Charette, plaça Viarme de Nantes, març de 1796, per Julien Le Blant

Charette va ser transportat no gaire lluny d'allà al Château de La Chabotterie, on li van curar les ferides a la cuina de la casa. Intercanvia comentaris cortesos amb Travot. Al final del dia, el van portar a Poiré-sur-Vie per passar la nit. L'endemà va ser enviat a Angers. El presoner és rebut amb respecte pels oficials republicans i sopa a la seva taula després que les seves ferides hagin estat tractades pel doctor Lachèze. El general Hédouville també va lliurar a Travot el seu certificat de general de brigada.
Charette va ser embarcat en una canonera i va sortir d'Angers pel Loira el 26 de març, a les 9 del matí, acompanyada dels generals Grigny, Travot i Valentin. Va aterrar a Nantes a les 11 del vespre i va ser tancat a la presó de Bouffay a la 1 del matí.
A les 9 del matí va ser traslladat al general Dutilh, comandant del lloc, que va procedir a interrogar-lo. Aleshores, Dutilh decideix portar-lo a passejar pels carrers de la ciutat. Durant aquesta processó, inspirada en els triomfs romans, Charette és precedida per 50 tabalers i 50 músics, envoltada de gendarmes, seguida de 50 genets, 50 granaders, 50 artillers i oficials d'estat major. La processó recorre la Place du Bouffay, la Rue de Hermitage, la Place Graslin i la Place du Pilori, després torna a Le Bouffay. Portat de nou a la presó, Charette pot rebre les visites de la seva germana, Marie-Anne, i de la seva cosina, la senyora Charette de Thiersant. Després va ser sotmès a un segon interrogatori dirigit pel capità Perrin, del 4t batalló de voluntaris de l'Hérault.
El 29 de març, a les 9 del matí, va ser jutjat davant un consell militar presidit per Jacques Gautier, comandant del 4t batalló de voluntaris de l'Hérault. És defensat per l'advocat Mathieu-Guillaume-Thérèse Villenave i se sotmet a un tercer interrogatori públic. Va rebre la seva condemna a mort amb una calma impertorbable. Va sol·licitar un sacerdot refractari, però com que la seva petició no es va poder satisfer, va acceptar la confessió de l'abat Guibert, sacerdot constitucional de Sainte-Croix de Nantes.
A les quatre de la tarda, Charette va ser portat a la plaça Viarme, aleshores anomenada Place des Agriculteurs. Allí l'esperen mil soldats i dotze generals. Divuit homes van formar l'esquadra d'afusellament. Charette treu el braç ferit de la funda i es nega a agenollar-se o a que li embenen els ulls. Li disparen a les cinc i catorze minuts de la tarda.
La mort de Charette marca el final de la guerra de la Vendée, si bé encara queden alguns grups de rebels. A Poitou, Jean Savin va ser capturat el 28 d'abril. A l'exèrcit central, Vasselot, successor de Sapinaud, va ser capturat i després afusellat el 4 de maig. A Anjou, Charles d'Autichamp, successor de Stofflet, i Henri Forestier van deposar les armes el 21 de maig. La regió encara va viure algunes insurreccions els anys 1799, 1815 i 1832, però van ser de molta menys intensitat que el conflicte de 1793-1796.